# Ostrów Kaliski
Ostrów Kaliski – wieś w Polsce położona w województwie wielkopolskim, w powiecie kaliskim, w gminie Brzeziny.
Do 1954 roku istniała gmina Ostrów Kaliski. W latach 1954–1961 wieś należała i była siedzibą władz gromady Ostrów Kaliski, po jej zniesieniu w gromadzie Brzeziny. W latach 1975–1998 miejscowość administracyjnie należała do województwa kaliskiego.
W Ostrowie Kaliskim powstała pierwsza Ochotnicza Straż Pożarna w gminie Brzeziny, dawniej Ostrów Kaliski. Pierwszym naczelnikiem był Władysław Witczak.